# Orphanage
Orphanage est un groupe néerlandais de metal extrême, originaire d'Utrecht, actif entre 1993 et 2005.

## Histoire
Le groupe est formé en 1993 à Utrecht,. Il est l'un des premiers groupes de heavy metal néerlandais à combiner des grunts et des voix féminines. Le groupe s'est produit sur scène aux Pays-Bas, en Belgique, en Allemagne, en Autriche, en France et en Suisse. Certains des concerts les plus spéciaux ont eu lieu lors des festivals Dynamo Open Air (deux fois), Graspop Metal Meeting, Summer Metal Meeting et A Campingflight to Lowlands Paradise. Orphanage a joué aux côtés de Within Temptation, Kreator, The Gathering, Morphia, After Forever, Grip Inc., Sodom, Samael et My Dying Bride, entre autres. Des membres des groupes Within Temptation, Exodus, Celestial Season, Gorefest, une section de cuivres de cinq musiciens, un quatuor à cordes et un chœur grégorien de 14 musiciens sont invités à participer au concert.
En octobre 2004, ils annoncent se séparer de leur claviériste Lasse, et le retour de leur claviériste attitré Guus. Orphanage prend fin après 11 ans d'existence le 20 octobre 2005,,. La déclaration officielle indique qu'il n'y a plus de base de confiance au sein du groupe pour produire un nouvel album et qu'il y a de l'irritation parmi les membres eux-mêmes. Par conséquent, il est peu probable que le groupe se reforme un jour. Le dernier morceau en date est leur propre interprétation de la chanson Opzij de Herman van Veen pour une compilation caritative intitulé We Only Have a Few Minutes of Time. Le bassiste Remko van der Spek et le guitariste Theo Holsheimer continuent avec le nouveau groupe de math metal CiLiCe. Le chanteur George Oosthoek fait partie du groupe de death metal symphonique MaYaN depuis 2016.

## Discographie

### Albums studio
- 1995 : Oblivion
- 1996 : By Time Alone
- 1997 : At the Mountains of Madness
- 2000 : Inside
- 2004 : Driven

### Démos
- 1993 : Morph
- 1994 : Druid